# Stade Engenheiro Luthero Lopes
Le Stade Engenheiro Luthero Lopes (en portugais : Estádio Engenheiro Luthero Lopes), également connu sous le nom de Stade municipal Engenheiro Luthero Lopes (en portugais : Estádio Municipal Engenheiro Luthero Lopes) et surnommé le Caldeirão, est un stade de football brésilien situé dans la ville de Rondonópolis, dans l'État du Mato Grosso.
Le stade, doté de 19 000 places et inauguré en 2000, sert d'enceinte à domicile aux équipes de football de l'União Esporte Clube, du Rondonópolis Esporte Clube et de la Sociedade Esportiva Vila Aurora, ainsi qu'à l'équipe de football américain des Hawks de Rondonópolis.

## Histoire
Les travaux du stade débutent en 1997 pour s'achever en 2000. Il est inauguré le 22 mars 2000 lors d'une défaite 4-0 en Coupe du Brésil des locaux de l'União Rondonópolis contre le Grêmio (le premier but au stade étant inscrit par Ronaldinho, joueur du Grêmio).
Le record d'affluence au stade est de 18 850 spectateurs, lors d'un match nul 0-0 entre l'União Rondonópolis et le Cuiabá EC le 22 juillet 2004.
Le 16 mai 2015, le stade accueille son tout premier match de football américain, une rencontre entre la nouvelle équipe locale des Rondonópolis Hawks et l'Arsenal de Cuiabá (victoire 35-13 de l'Arsenal).